# Будівля парламенту Грузії (Тбілісі)

Проурядові сили ховаються за рогом парламенту під час перевороту 1991—1992

Будівля парламенту Грузії (груз. საქართველოს პარლამენტის შენობა, латиніз.: sakartvelos p'arlament'is shenoba) — місце засідання парламенту Грузії, розташоване в Тбілісі, столиці Грузії. Він розташований на проспекті Руставелі, 8, недалеко від підніжжя гори Мтацмінда.
Комплекс будівель був побудований як Будинок уряду Грузинської РСР на місці знесеного собору Олександра Невського 19-го століття і прилеглого цвинтаря, де були поховані грузинські курсанти, загиблі під час більшовицького вторгнення 1921.
Складається з двох будівель; «верхня» будівля була спроєктована Віктором Кокоріним і Георгієм Лежавою і побудована з 1933 по 1938. «Нижня» будівля, вздовж проспекту Руставелі, була побудована тими ж архітекторами за участю Владімера Насарідзе з 1946 по 1953. Обидві будівлі з'єднані внутрішнім двором зі сходами та фонтанами. У дизайні обох будівель інтенсивно використовуються елементи традиційної грузинської архітектури. На фасаді, що виходить на проспект, домінує монументальна аркада з масивними карнизами та «арочним» фронтоном. Будівлі збудовані з легкого залізобетону, з зовнішнім облицюванням туфом, гранітом та іншими матеріалами.
Комплекс був серйозно пошкоджений під час військового перевороту в грудні 1991 — січні 1992, під час якого президент Звіад Гамсахурдіа, що перебував в облозі, був укріплений у підземному бункері під урядовими приміщеннями. Згодом будівля була відреставрована, відремонтована і використовувалася як резиденція Парламенту Грузії з 1997 по 2012, коли законодавчий орган переїхав до новозбудованої будівлі в Кутаїсі, другому за значенням місті Грузії.
У 2014 проведення засідань парламентських комітетів було дозволено в приміщенні парламенту в Тбілісі, тоді як регулярні сесії продовжували проводитися в Кутаїсі. У грудні 2018 набула чинності конституційна поправка, прийнята у 2017, яка не містить жодних згадок про Кутаїсі як місцеперебування парламенту, що означає, що парламент повністю повернувся до столиці в січні 2019.